# Tanja Hirner
Tanja Hirner (* 1984 in Passau) ist eine deutsche Schauspielerin. 

## Ausbildung
2004 beendete Hirner eine vierjährige Ausbildung als Fotografin in ihrem Heimatort. Von 2010 bis 2013 studierte die Bayerin in Norddeutschland am Hamburger Schauspielstudio Frese. Sechs Jahre später erweiterte sie ihr Repertoire durch die Teilnahme an einem Workshop des Haven Studios in kanadischen Vancouver unter der Leitung von Brian Markinson.

## Karriere

### Theater
2011 stand die Schauspielerin als Dora in Die Gerechten und ein Jahr später als Agnes Sorel in Die Jungfrau von Orleans in der Hamburger Theaterakademie auf der Bühne. 2013 spielte sie im Monsun Theater in der Hansestadt zwei Rollen in Die Heimkehr des Don Juan. Im Theaterquartier der Stadt war sie die Lea Salome in Wagner sucht. Neun Jahre später war sie in München im Gorod Kulturzentrum als Nastja im Götterspiel zu sehen.

### Film
Nach mehreren Auftritten in Kurzfilmen vor allem während ihrer Ausbildungszeit in der zweitgrößten deutschen Stadt erhielt sie 2018 für ihre Rolle als Hauptdarstellerin in Nina mehrere Auszeichnungen. Einem größeren Publikum wurde sie jedoch ein Jahr später als Sarah Schilken in der RTL Fernsehserie Beck is back! bekannt, die Freundin von Hannes (Darsteller: Bert Tischendorf) und Kindermädchen im Hause Beck.
In verschiedenen Serien und Reihen ist Tanja Hirner seitdem auf dem Bildschirm zu sehen. So war sie 2020 die Sophie Kretschmar in der Arztserie In aller Freundschaft – Die jungen Ärzte im Zweiten Deutschen Fernsehen. In Sex Zimmer Küche Bad, der Geschichte einer Studenten-WG im Münchner Glockenbachviertel, die auf Prime Video ausgestrahlt wurde, war sie in zwei Folgen die Mara. In Ella Schön spielte sie 2022 Martina Schöps. Bei der bayerischen Krimiserie Watzmann ermittelt war sie als Monika von Mahnfeld im ARD Vorabendprogramm. Beim Sender in ihrem Heimatbundesland, dem Bayerischen Fernsehen, stellte sie bei der Daily Soap Dahoam is Dahoam die Kindergarten-Leiterin in Baierkofen Frau von Hopfgarten dar. Bei den Rosenheim Cops war sie 2021 Special Guest Lisa Pfaff und erhielt 2025 die Episodenhauptrolle als Steffi Obermüller in der vorerst (Stand:August 2025) vorletzten ausgestrahlten Folge 577: Eine hochintelligente Gesellschaft. Bei einem anderen bayerischen Krimi, der noch nicht über die Bildschirme lief, wird die Schauspielerin demnächst zu sehen sein. Als Marga Turger wurde sie in Folge 98 der Chefin besetzt.

### Sonstiges
Ab 2006 reiste Hirner einige Jahre auf Schiffen um die Welt und betätigte sich für verschiedene Reedereien als Fotografin. Neben der Schauspielausbildung arbeitete die gebürtige Niederbayerin 2010 für Gruner und Jahr als Bildbearbeiterin. Später machte sie Fotos für verschiedene Magazine und lichtete unter anderem Barbara Schöneberger und Joko Winterscheidt ab. Nach einem weiteren Auslandsaufenthalt in Kanada 2019 zog sie zurück in ihre bayerische Heimat. In der Landeshauptstadt ist sie seitdem neben der Schauspielerei als freiberufliche Fotografin tätig.

## Theaterstücke (Auswahl)
- 2011: Die Gerechten als Dora (Theaterakademie Hamburg)
- 2012: Die Jungfrau von Orleans als Agnes Sorel (Theaterakademie Hamburg)
- 2013: Die Heimkehr des Don Juan als Mutter und Soubrette (Monsun Theater Hamburg)
- 2015: Wagner sucht als Lea Salome (Theaterquartier Hamburg)
- 2024: Götterspiel als Nastja (Gorod Kulturzentrum München)[2]

## Filmografie (Auswahl)

### Filme
- 2010: Das erste Mal (Kurzfilm)
- 2013: The green eyed Monster (Kurzfilm)
- 2013: NINA-Im Dunkel der Erinnerung (Spielfilm)[1]

### Serien
- 2015: Eltern allein zu Haus 1 Folge
- 2019: Beck is back! 10 Folgen
- 2020: Watzmann ermittelt 1 Folge
- 2020: In aller Freundschaft – Die jungen Ärzte 1 Folge
- 2021: Die Rosenheim-Cops 1 Folge
- 2021: Sex Zimmer, Küche, Bad 2 2 Folgen
- 2021: Ella Schön 1 Folge
- 2021: LipSync Stories 1 Folge
- 2022: Dahoam is Dahoam 1 Folge
- 2024: Die Rosenheim-Cops 1 Folge
- 2024: Die Chefin 1 Folge[1]

## Auszeichnungen
- 2013: The green eyed Monster / NDR Seh-Stern / bester Ausbildungsfilm
- 2014: Freigeist / Kath. Jugendmedienpreis / Publikumspreis / Filmschau Baden Württemberg
- 2018: Nina / Beste Hauptdarstellerin in einem Spielfilm / Crew Award South Film and Arts / Academy Festival
- 2018: Nina / Nominierung als beste Schauspielerin / Bloodstained Indie Film Festival / Japan (Japan) – Nominierung
- 2019: Nina / Bester Film in einer fremden Sprache / The Valley Filmfestival / North Hollywood
- 2019: Nina / Nominierung als beste Schauspielerin / Glendale International Film Festival[1][2]